# Whangaparapara Harbour
Whangaparapara Harbour ist ein Naturhafen auf Great Barrier Island, östlich der Nordinsel von Neuseeland. Die Insel zählt noch zum Stadtgebiet des Auckland Council.

## Geographie
Der Whangaparapara Harbour befindet sich an der Westküste von Great Barrier Island, rund 85 km nordöstlich des Stadtzentrums von Auckland und rund 24 km nördlich der Coromandel Peninsula. Der Naturhafen besitzt eine Länge von rund 2,5 km und ein maximale Breite von 1,07 km. Das trichterförmige Gewässer öffnet sich nach Westen hin und verfügt über einen 940 m breiten Hafeneingang. Mit einigen wenigen Buchten versehen misst die Küstenlinie des Naturhafens rund 7,6 km.
Die kleine Siedlung Whangaparapara am Ostufer des Hafens verfügt über einen knapp 40 m langen Schiffsanleger.

## Tourismus
An den Westufern des Whangaparapara Harbour können die Überreste eines Sägewerkes für Kauri-Holz und die Überreste einer Walfangstation besichtigt werden. Außerdem dienen die Buchten im oberen Teil des Naturhafens als Ausgangspunkt für Wanderungen zu den umliegenden Bergen, wie dem 309 m hohen Whangaparapara, dem 398 m hohen Te Ahumata und dem 627 m hohen Mount Hobson, der sich rund 6 km nordnordöstlich befindet und den höchsten Punkt der Insel darstellt.